# 龍山駅 (ソウル特別市)
龍山駅（ヨンサンえき）は、大韓民国ソウル特別市龍山区漢江路3街にある韓国鉄道公社（KORAIL）の駅。管理駅で、駅等級は1級である。

## 乗り入れ路線
乗り入れている路線は、正式な路線名称上は京釜線・京元線・龍山線の3路線である。
京釜線にKTX・ITX-セマウル・セマウル号・ムグンファ号が、京元線にITX-青春といった優等列車が乗り入れる。
このうち京釜線の列車は、湖南線・光州線・全羅線・長項線・慶全線（西光州経由）に直通する列車のソウル特別市内におけるターミナル駅となっている。なお、京釜線（釜山方面）・忠北線・東海線・慶全線（密陽経由）の列車はソウル駅をターミナル駅としており、当駅には一部列車を除いて停車しない。
その他に京釜線は1号線（京釜電鉄線）、京元線・龍山線には京義・中央線といった首都圏電鉄の運行系統が走行する。京元線と龍山線は当駅で相互直通運転を行っており、案内上はいずれも「京義・中央線」とされ、正式路線名では案内されない。京釜電鉄線の駅番号は135、京義・中央線の駅番号はK110。

## 歴史

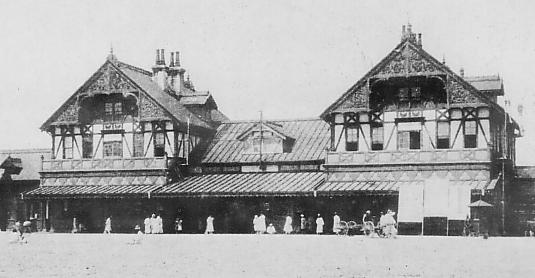
日本統治時代の龍山（りゅうざん）駅

1899年に京仁鉄道合資会社線（現在の京仁線）が開通した当時は、済物浦（仁川）から漢江南岸の鷺梁津駅までの営業であったが、1900年に漢江鉄橋が完成したことにより、漢江北岸の龍山駅から南大門駅（現在のソウル駅）をへて京城駅（現存せず、後の西大門駅で現在のソウル駅北方）まで延長された。1905年には京釜線が開通して龍山駅は釜山駅へ向かう列車の始発駅として使用された。日露戦争中に龍山駅を起点に京義線（当時は現在の龍山線を通っていた）が完成し、1914年にはやはり龍山駅を起点とする京元線が開通した。
開通当初、南大門駅はソウル最寄りの駅ではあるが小さな停車場で、日本陸軍の駐屯地が隣接していた龍山駅のほうが大きな駅であった。しかし京城府の人口が増加し、龍山駅も飽和状態に達したため、1923年に新たな中央駅となる京城駅（現在のソウル駅）が南大門駅の場所に開業した。第二次世界大戦後、日本軍が撤退した跡地はアメリカ軍の龍山基地となった。1974年には京釜電鉄線が開通したものの、1984年に鉄道コンテナ業務が儀旺市（現・義王市）の南部貨物基地線五峯駅に移管されて以降は龍山駅の規模は縮小された。
しかし、2004年にはKTX湖南高速鉄道の始発駅となり、湖南線・全羅線・長項線直通列車の出発駅となり再び重要な駅へと返り咲いた。貨物駅の広がっていた駅付近では大規模な再開発も計画され、反対運動の中で「龍山ドリームタワー」などが立ち並ぶ「龍山国際業務地区」（ドリームハブ）構想がKORAIL（韓国鉄道公社）により進められていた。しかし2013年にはドリームハブ開発事業が債務不履行の状態となり最終的に破綻し、KORAILの経営に打撃となっている。

### 年表
- 1900年7月8日 - 京仁鉄道合資会社の路線（現在の京仁線）が鷺梁津駅から京城駅まで延伸された際に開業。
- 1932年3月5日 - 駅舎新築。
- 1972年9月18日 - 貨物センター竣工。
- 1974年8月15日 - 京釜電鉄線開業。
- 1977年12月30日 - コンテナ基地設置。
- 1978年12月9日 - 龍山-城北間系統営業開始。
- 1984年7月20日 - コンテナ業務を五峯駅に移転。
- 1990年6月4日 - 駅西側の駅舎が竣工。
- 2004年
  - 4月1日 - KTX湖南高速鉄道開業。セマウル号運転開始。当駅を湖南線・全羅線・長項線直通列車の始発駅に指定。新駅舎竣工。
  - 6月18日 - 乗客の減少によりトンイル号をこの日をもって廃止。
  - 12月15日 - 当駅-釜山駅の列車が運行中止となる（ソウル駅-釜山駅間に変更）。
- 2005年12月16日 - 中央電鉄線開業。龍山-城北間系統廃止。
- 2006年
  - 5月1日 - 貨物取り扱い中止。
  - 12月15日 - 龍山-光明間のシャトル運行（光明シャトル）開始。
- 2008年12月1日 - 光明シャトルの起点が永登浦駅に変更になったのに伴い、光明シャトルの乗り入れ中止。
- 2009年6月1日 - ヌリロ運用開始。
- 2010年 - 京釜電鉄線と中央電鉄線ホームにホームドア設置。
- 2012年2月28日 - 京春線ITX-青春の運行を開始。
- 2014年12月27日 - 京義電鉄線（龍山線）が孔徳駅からこの駅まで開通し、中央電鉄線と直通を開始。同時に双方の路線名を「首都圏電鉄京義・中央線」とする。
- 2017年5月1日 - 京釜線ITX-青春の運行を開始。
- 2017年7月7日 : 京仁線特急の運行を開始。
- 2018年 3月23日：ITX-青春の龍山-大田間の運行を廃止。

## 駅構造

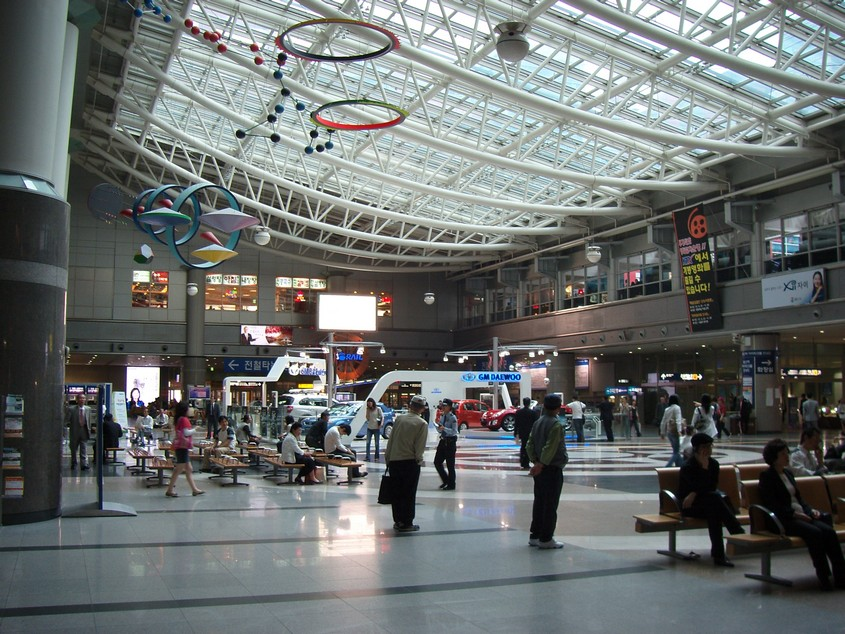
コンコース

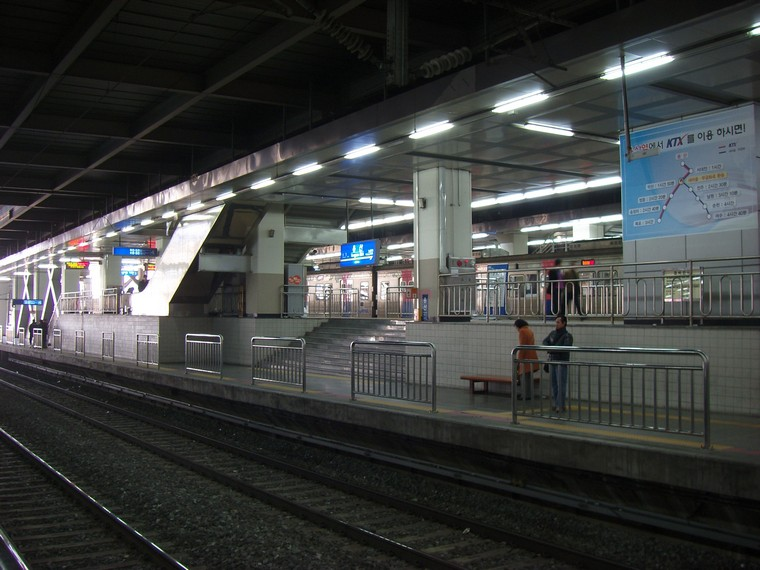
ホーム

現在の駅舎は現代産業開発が建設したものである。アイパークモールと隣接しており、駅舎内にCGV・イーマート・竜山Eスポーツスタジアムが入居している。駅の3階に接続されている跨線橋を介して龍山電子商街に繋がっている。
ホームは6面13線を有する地上駅で、京釜線が3面8線、京釜電鉄線が2面4線、京義・中央線は1面2線を使用している。電鉄ホームにはホームドアが設置されている。6番ホームの向かい側には未使用ののりばがある。

### のりば
| のりば | 路線                                                    | 種別                                               | 行先                                           | 備考         |
| ------ | ------------------------------------------------------- | -------------------------------------------------- | ---------------------------------------------- | ------------ |
| 1      | 京義・中央線                                            | 急行・緩行                                         | 清凉里・九里・徳沼・楊平・龍門方面             |              |
| 1      | 京義・中央線                                            | ITX-青春                                           | 清凉里・加平・春川方面                         |              |
| 2      | 京義・中央線                                            | 急行・緩行                                         | 孔徳・幸信・大谷・一山・文山方面               |              |
| 2      | 京義・中央線                                            | ITX-青春                                           | 当駅終着                                       |              |
| 3      | 京釜電鉄線                                              | 急行                                               | 九老・東仁川方面                               |              |
| 4      | 京釜電鉄線                                              | 急行                                               | 到着ホーム                                     |              |
| 5      | 京釜電鉄線                                              | 緩行・急行                                         | 仁川・西東灘・天安・新昌方面                   |              |
| 6      | 京釜電鉄線                                              | 緩行                                               | ソウル駅・清凉里・議政府・逍遥山方面           |              |
| 7・8   | 京釜線 （湖南線・全羅線・長項線直通列車）               | ITX-セマウル・セマウル号・ITX-マウム・ムグンファ号 | 光州・木浦・麗水エキスポ・長項・益山方面       |              |
| 9・10  | 湖南高速鉄道 （湖南高速線・湖南線・全羅線直通列車）     | KTX                                                | 益山・光州松汀・木浦・麗水エキスポ・西大田方面 |              |
| 12・13 | 京釜線・湖南高速鉄道 （湖南線・全羅線・長項線直通列車） | KTX・ITX-セマウル・セマウル号・ムグンファ号        | ソウル・幸信方面                               | 一部当駅到着 |

## 利用状況
優等列車
| 年度   | 年度 | 年度 | 利用状況  | 利用状況 | 利用状況   | 利用状況 | 利用状況  |
| 年度   | 年度 | 年度 | 京釜線    | 京釜線   | 京釜線     | 京釜線   | 京釜線    |
| 年度   | 年度 | 年度 | KTX       | セマウル | ムグンファ | トンイル | 合計      |
| ------ | ---- | ---- | --------- | -------- | ---------- | -------- | --------- |
| 2001年 | 下り | 乗車 | 未開通    | 無停車   | 16,490     | 13,006   | 29,496    |
| 2001年 | 下り | 下車 | 未開通    | 無停車   | 6          | 5        | 11        |
| 2001年 | 上り | 乗車 | 未開通    | 無停車   | 3          | 13       | 16        |
| 2001年 | 上り | 下車 | 未開通    | 無停車   | 1,976      | 6,568    | 8,544     |
| 2002年 | 下り | 乗車 | 未開通    | 無停車   | 5,656      | 7,917    | 13,573    |
| 2002年 | 下り | 下車 | 未開通    | 無停車   | 1          | 6        | 7         |
| 2002年 | 上り | 乗車 | 未開通    | 無停車   | 0          | 0        | 0         |
| 2002年 | 上り | 下車 | 未開通    | 無停車   | 1,993      | 6,688    | 8,681     |
| 2003年 | 下り | 乗車 | 未開通    | 無停車   | 5,058      | 8,118    | 13,176    |
| 2003年 | 下り | 下車 | 未開通    | 無停車   | 6          | 12       | 18        |
| 2003年 | 上り | 乗車 | 未開通    | 無停車   | 0          | 2        | 2         |
| 2003年 | 上り | 下車 | 未開通    | 無停車   | 2,083      | 8,946    | 11,029    |
| 2004年 | 下り | 乗車 | 1,164,205 | 254,220  | 1,249,843  | 1,950    | 2,670,218 |
| 2004年 | 下り | 下車 | 112       | 20       | 175        | 18       | 325       |
| 2004年 | 上り | 乗車 | 1,375     | 70       | 180        | 2        | 1,627     |
| 2004年 | 上り | 下車 | 1,343,186 | 253,208  | 1,277,903  | 849      | 2,875,146 |
| 2005年 | 下り | 乗車 | 1,870,912 | 387,980  | 1,613,833  | 廃止     | 3,872,725 |
| 2005年 | 下り | 下車 | 179       | 3        | 8          | 廃止     | 190       |
| 2005年 | 上り | 乗車 | 1,335     | 3        | 0          | 廃止     | 1,338     |
| 2005年 | 上り | 下車 | 2,124,765 | 355,473  | 1,668,100  | 廃止     | 4,148,338 |
| 2011年 | 下り | 乗車 | 2,264,753 | 485,078  | 1,349,505  | 廃止     | 4,200,424 |
| 2011年 | 下り | 下車 | 403       | 始発     | 始発       | 廃止     | 613       |
| 2011年 | 上り | 乗車 | 1,833     | 終着     | 9,898      | 廃止     | 2,102     |
| 2011年 | 上り | 下車 | 2,417,942 | 439,879  | 1,386,659  | 廃止     | 4,381,249 |

首都圏電鉄
| 年度   | 1日平均 乗車人員 |
| ------ | ---------------- |
| 2000年 | 27223            |
| 2001年 | 29718            |
| 2002年 | 28184            |
| 2003年 | 27338            |
| 2004年 | 26233            |
| 2005年 | 33418            |
| 2006年 | 35989            |
| 2007年 | 36595            |
| 2008年 | 35820            |
| 2009年 | 33945            |
| 2010年 | 33499            |
| 2011年 | 33009            |
| 2012年 | 33017            |
| 2013年 | 32535            |
| 2014年 | 32439            |

## 駅周辺

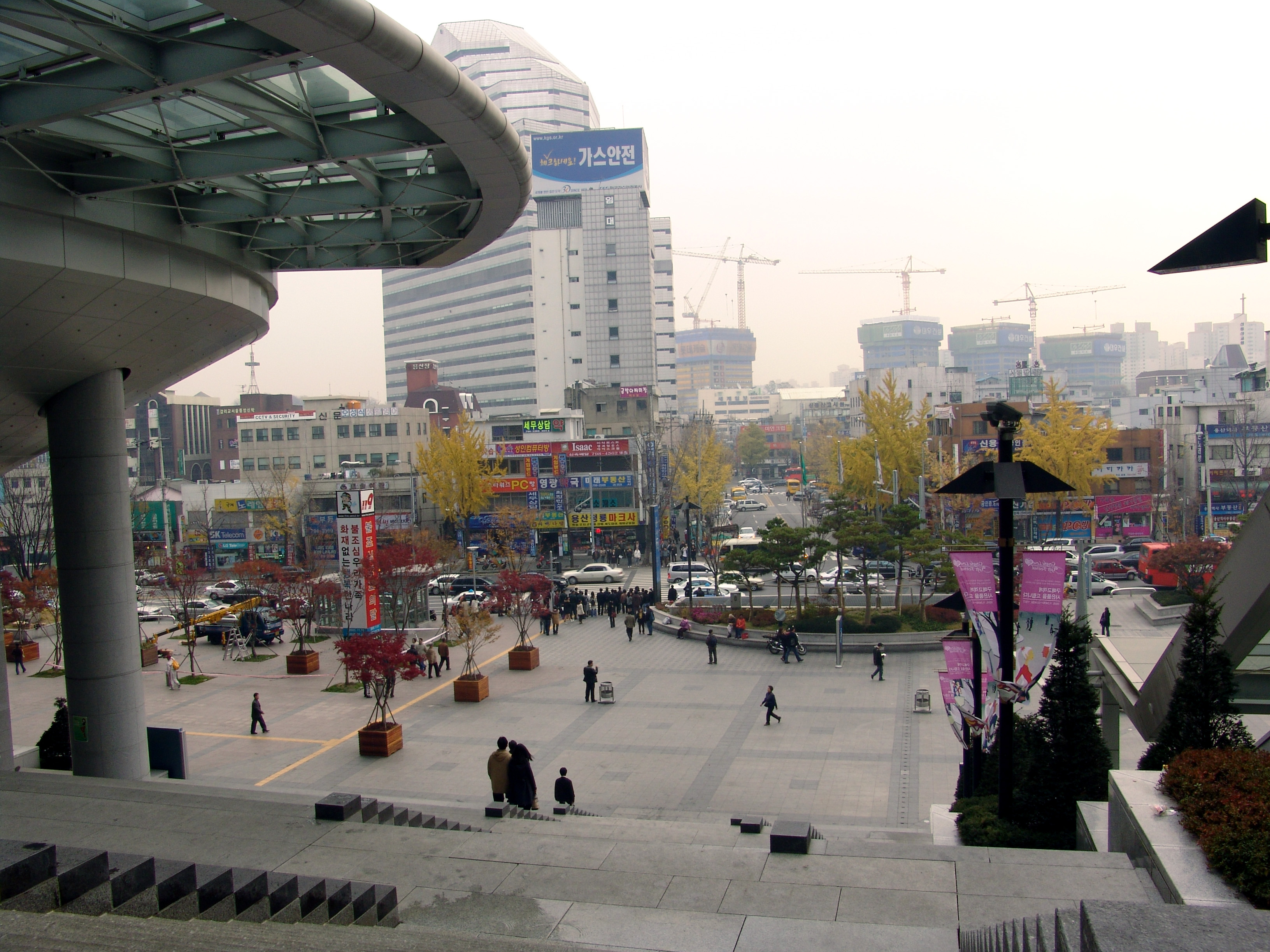
駅前（東側）の様子

4号線新龍山駅がすぐそばにあり、1番出口から出て少し行くと新龍山駅3・4番出口にたどり着くことができる。双方の駅は現在乗換駅となっていないが、両方の駅を乗り換えできるように開発事業と連携して工事する計画が推進されている。
- アイパークモール（朝鮮語版）（駅ビル内）
  - CGV 龍山
  - イーマート 龍山店
  - 龍山Eスポーツスタジアム（朝鮮語版）
  - 新羅IPARK免税店
- 新龍山駅
- ハナ銀行 龍山駅支店・龍山電子支店・新龍山支店
- 国民銀行 龍山支店・漢江路支店・元暁路支店
- ウリィ銀行 龍山電子ランド支店
- 新韓銀行 龍山電子商街支店
- NH農協銀行 龍山電子商街支店・新龍山支店
- トヨタ龍山
- 企業銀行 龍山電子商街店・元暁路支店
- 龍山工業高等学校
- 龍山電子商街（デジタル電子商街・元暁商街・那鎮商街・電子ランド 等）
- 中央大学校付属龍山病院
- 漢江大路（朝鮮語版）
- 漢江初等学校
- ソウル鉄道車両準備場
- 龍山鉄道病院本館(日本統治時代に建てられた朝鮮総督府鉄道局の病院で、2008年に大韓民国登録文化財428号になった)

## 隣の駅
韓国鉄道公社
湖南高速鉄道
KTX（高速線経由・全羅線直通・西大田経由）※光明方の停車駅は列車により異なる。 
幸信駅 (京義線)- ソウル駅（一部停車） - 龍山駅 - 光明駅
京釜高速鉄道
KTX (高速線経由・東海線直通)※光明方の停車駅は列車により異なる。 
龍山駅 - 光明駅
京釜線（湖南線・全羅線・長項線直通列車のみ）
ITX-セマウル・セマウル号・ムグンファ号・ITX-マウム
龍山駅 - 永登浦駅
京春線
ITX-青春
龍山駅 - 玉水駅（一部停車） - 往十里駅
 京釜電鉄線
京仁線特急・急行
龍山駅 (135) - 鷺梁津駅 (136)
京釜線急行・緩行
南営駅 (134) - 龍山駅 (135) - 鷺梁津駅 (136)
 京義・中央線
ITX-青春
龍山駅 (K110) - 清凉里駅 (K117)
龍山急行
孔徳駅 (K312) - 龍山駅 (K110) - 二村駅 (K111)
中央急行・緩行
孝昌公園前駅 (K311) - 龍山駅 (K110) - 二村駅 (K111)